# Gibraltar Broadcasting Corporation
Die Gibraltar Broadcasting Corporation (GBC) ist die öffentlich-rechtliche Rundfunkanstalt Gibraltars. Sie wurde 1963 gegründet, nachdem die BBC seit 1958 einen Radiosender für Gibraltar unterhielt.

## Allgemeines
Es gibt ein Radio- und ein Fernsehprogramm. Das Radioprogramm sendet durchgehend überwiegend in Englisch und zum Teil in Spanisch. Einige Sendungen werden von der BBC übernommen. Fernsehen gibt es meist ab Spätnachmittag bis Mitternacht. Nachrichtensendungen sind zahlreich vertreten, aber auch Talkshows wie "Telebingo" erfreuen sich großer Beliebtheit in Gibraltar.